# 小林茂 (地理学者)
小林 茂（こばやし しげる、1948年3月- ）は、日本の地理学者、大阪大学名誉教授、放送大学客員教授。
愛知県生まれ。専門分野は文化地理学・文化生態学。ネパールやヒマラヤ、国内では琉球列島・九州で疾病や資源利用などの調査研究をおこなってきた。
災害など人間と環境の関係についての研究を行うと共に、近年では、景観の記録としての地図に関心をよせており、近世絵図さらには外邦図の研究もしている。
第4回人文地理学会賞受賞（2004年11月）。日本地理学会賞優秀賞受賞（2010年3月）。

## 略歴
- 1966年に愛知県立旭丘高等学校卒業。
- 1971年に京都大学文学部史学科卒業。
- 1973年に京都大学大学院文学研究科修士課程修了
- 1974年に京都大学大学院文学研究科博士課程退学
- 1974年に東京都立大学 (1949-2011)助手。
- 1978年に九州大学講師。
- 1980年に九州大学助教授。
- 1982年に国立民族学博物館併任助教授。
- 1991年に九州大学教授。
- 1997年に大阪大学文学部教授。
- 1999年から大阪大学大学院・文学研究科教授。
- 2001年「琉球列島における人間-環境関係とその変動」で京大文学博士
- 2003年から放送大学客員教授。
- 2012年に大阪大学名誉教授。

## 著作

### 単著
- 『農耕・景観・災害―琉球列島の環境史―』第一書房、2003
- 『外邦図―帝国日本のアジア地図―』中公新書･中央公論新社、2011

### 編著
- 『近代日本の地図作製とアジア太平洋地域―「外邦図」へのアプローチ』大阪大学出版会、2009

### 共編著
- 『日本の自然　地域編7　九州』岩波書店(内嶋善兵衛・勘米良亀齢・田川日出夫共編)1995
- 『福岡平野の古環境と遺跡立地　環境としての遺跡との共存のために』九州大学出版会(佐伯弘次・磯望・高倉洋彰共編)1998
- 『太宰府市史　環境資料編』太宰府市　(磯望・下山正一共編)2001
- 『人文地理学』放送大学(杉浦芳夫共編)2004
- 『太宰府市史　通史編Ⅰ』太宰府市(高倉洋彰・磯望・石松好雄・長洋一共編)2005
- 『城下町大坂』大阪大学出版会(鳴海邦匡・大澤研一共編)2008
- 『グローバル化時代の人文地理学』放送大学教育振興会(宮澤仁共編)2012